# Pat
|   | a                                                      | b                                                      | c                                                      | d                                                      | e                                                      | f                                                      | g                                                      | h                                                      |   |
| 8 | d8 – Czarny król · d7 – Biały pionek · d6 – Biały król | d8 – Czarny król · d7 – Biały pionek · d6 – Biały król | d8 – Czarny król · d7 – Biały pionek · d6 – Biały król | d8 – Czarny król · d7 – Biały pionek · d6 – Biały król | d8 – Czarny król · d7 – Biały pionek · d6 – Biały król | d8 – Czarny król · d7 – Biały pionek · d6 – Biały król | d8 – Czarny król · d7 – Biały pionek · d6 – Biały król | d8 – Czarny król · d7 – Biały pionek · d6 – Biały król | 8 |
| 7 | d8 – Czarny król · d7 – Biały pionek · d6 – Biały król | d8 – Czarny król · d7 – Biały pionek · d6 – Biały król | d8 – Czarny król · d7 – Biały pionek · d6 – Biały król | d8 – Czarny król · d7 – Biały pionek · d6 – Biały król | d8 – Czarny król · d7 – Biały pionek · d6 – Biały król | d8 – Czarny król · d7 – Biały pionek · d6 – Biały król | d8 – Czarny król · d7 – Biały pionek · d6 – Biały król | d8 – Czarny król · d7 – Biały pionek · d6 – Biały król | 7 |
| 6 | d8 – Czarny król · d7 – Biały pionek · d6 – Biały król | d8 – Czarny król · d7 – Biały pionek · d6 – Biały król | d8 – Czarny król · d7 – Biały pionek · d6 – Biały król | d8 – Czarny król · d7 – Biały pionek · d6 – Biały król | d8 – Czarny król · d7 – Biały pionek · d6 – Biały król | d8 – Czarny król · d7 – Biały pionek · d6 – Biały król | d8 – Czarny król · d7 – Biały pionek · d6 – Biały król | d8 – Czarny król · d7 – Biały pionek · d6 – Biały król | 6 |
| 5 | d8 – Czarny król · d7 – Biały pionek · d6 – Biały król | d8 – Czarny król · d7 – Biały pionek · d6 – Biały król | d8 – Czarny król · d7 – Biały pionek · d6 – Biały król | d8 – Czarny król · d7 – Biały pionek · d6 – Biały król | d8 – Czarny król · d7 – Biały pionek · d6 – Biały król | d8 – Czarny król · d7 – Biały pionek · d6 – Biały król | d8 – Czarny król · d7 – Biały pionek · d6 – Biały król | d8 – Czarny król · d7 – Biały pionek · d6 – Biały król | 5 |
| 4 | d8 – Czarny król · d7 – Biały pionek · d6 – Biały król | d8 – Czarny król · d7 – Biały pionek · d6 – Biały król | d8 – Czarny król · d7 – Biały pionek · d6 – Biały król | d8 – Czarny król · d7 – Biały pionek · d6 – Biały król | d8 – Czarny król · d7 – Biały pionek · d6 – Biały król | d8 – Czarny król · d7 – Biały pionek · d6 – Biały król | d8 – Czarny król · d7 – Biały pionek · d6 – Biały król | d8 – Czarny król · d7 – Biały pionek · d6 – Biały król | 4 |
| 3 | d8 – Czarny król · d7 – Biały pionek · d6 – Biały król | d8 – Czarny król · d7 – Biały pionek · d6 – Biały król | d8 – Czarny król · d7 – Biały pionek · d6 – Biały król | d8 – Czarny król · d7 – Biały pionek · d6 – Biały król | d8 – Czarny król · d7 – Biały pionek · d6 – Biały król | d8 – Czarny król · d7 – Biały pionek · d6 – Biały król | d8 – Czarny król · d7 – Biały pionek · d6 – Biały król | d8 – Czarny król · d7 – Biały pionek · d6 – Biały król | 3 |
| 2 | d8 – Czarny król · d7 – Biały pionek · d6 – Biały król | d8 – Czarny król · d7 – Biały pionek · d6 – Biały król | d8 – Czarny król · d7 – Biały pionek · d6 – Biały król | d8 – Czarny król · d7 – Biały pionek · d6 – Biały król | d8 – Czarny król · d7 – Biały pionek · d6 – Biały król | d8 – Czarny król · d7 – Biały pionek · d6 – Biały król | d8 – Czarny król · d7 – Biały pionek · d6 – Biały król | d8 – Czarny król · d7 – Biały pionek · d6 – Biały król | 2 |
| 1 | d8 – Czarny król · d7 – Biały pionek · d6 – Biały król | d8 – Czarny król · d7 – Biały pionek · d6 – Biały król | d8 – Czarny król · d7 – Biały pionek · d6 – Biały król | d8 – Czarny król · d7 – Biały pionek · d6 – Biały król | d8 – Czarny król · d7 – Biały pionek · d6 – Biały król | d8 – Czarny król · d7 – Biały pionek · d6 – Biały król | d8 – Czarny król · d7 – Biały pionek · d6 – Biały król | d8 – Czarny król · d7 – Biały pionek · d6 – Biały król | 1 |
|   | a                                                      | b                                                      | c                                                      | d                                                      | e                                                      | f                                                      | g                                                      | h                                                      |   |

Pat – sytuacja w szachach, w której jeden z graczy nie może wykonać posunięcia zgodnego z zasadami, ale jego król nie jest szachowany (to znaczy nie jest atakowany przez bierkę przeciwnika). Zgodnie z przepisami gry pat kończy partię remisem.
Pat powstaje wtedy, gdy żadna bierka (nie tylko król) nie może wykonać prawidłowego ruchu. Im mniej bierek na szachownicy, tym większe jest więc prawdopodobieństwo doprowadzenia do sytuacji patowej. Pat odgrywa bardzo dużą rolę w grze końcowej. Jedyną obroną samotnego króla przeciwko królowi z pionem jest niedopuszczenie do promocji piona przez zajęcie w odpowiedniej chwili jego pola przemiany. Na diagramie po prawej stronie ruch przypada na czarne, które nie mogą wykonać dozwolonego posunięcia. Pozycja jest patowa, więc partia kończy się remisem.
Pat znany jest również w innych wariantach szachów i w grach pokrewnych. W szatrandżu, poprzedniku nowoczesnych szachów, pat był wygraną strony, która zapatowała przeciwnika. Ta reguła była stosowana także później w szachach, lecz gdy grano ze stawką pieniężną, pat dawał połowę kwoty należnej zwycięzcy. Bywało również odwrotnie: w Anglii obowiązywała reguła, że pat jest porażką strony patującej (według Historii szachów H.J.R. Murraya, Oxford University Press, 1913). Współcześnie stosowana reguła została powszechnie przyjęta za obowiązującą nie później niż na początku XIX wieku.

## Przykład
|   | a | b | c | d | e | f | g | h |   |
| 8 | c8 – Czarny hetman · d8 – Czarna wieża · e7 – Biała wieża · g7 – Czarny pionek · h7 – Czarny król · a6 – Czarny pionek · b6 – Biały hetman · f6 – Czarny pionek · h6 – Czarny pionek · a5 – Biały pionek · f5 – Biały pionek · h5 – Biały pionek · d4 – Biały pionek · g4 – Biały pionek · f3 – Biały pionek · h3 – Biały król | c8 – Czarny hetman · d8 – Czarna wieża · e7 – Biała wieża · g7 – Czarny pionek · h7 – Czarny król · a6 – Czarny pionek · b6 – Biały hetman · f6 – Czarny pionek · h6 – Czarny pionek · a5 – Biały pionek · f5 – Biały pionek · h5 – Biały pionek · d4 – Biały pionek · g4 – Biały pionek · f3 – Biały pionek · h3 – Biały król | c8 – Czarny hetman · d8 – Czarna wieża · e7 – Biała wieża · g7 – Czarny pionek · h7 – Czarny król · a6 – Czarny pionek · b6 – Biały hetman · f6 – Czarny pionek · h6 – Czarny pionek · a5 – Biały pionek · f5 – Biały pionek · h5 – Biały pionek · d4 – Biały pionek · g4 – Biały pionek · f3 – Biały pionek · h3 – Biały król | c8 – Czarny hetman · d8 – Czarna wieża · e7 – Biała wieża · g7 – Czarny pionek · h7 – Czarny król · a6 – Czarny pionek · b6 – Biały hetman · f6 – Czarny pionek · h6 – Czarny pionek · a5 – Biały pionek · f5 – Biały pionek · h5 – Biały pionek · d4 – Biały pionek · g4 – Biały pionek · f3 – Biały pionek · h3 – Biały król | c8 – Czarny hetman · d8 – Czarna wieża · e7 – Biała wieża · g7 – Czarny pionek · h7 – Czarny król · a6 – Czarny pionek · b6 – Biały hetman · f6 – Czarny pionek · h6 – Czarny pionek · a5 – Biały pionek · f5 – Biały pionek · h5 – Biały pionek · d4 – Biały pionek · g4 – Biały pionek · f3 – Biały pionek · h3 – Biały król | c8 – Czarny hetman · d8 – Czarna wieża · e7 – Biała wieża · g7 – Czarny pionek · h7 – Czarny król · a6 – Czarny pionek · b6 – Biały hetman · f6 – Czarny pionek · h6 – Czarny pionek · a5 – Biały pionek · f5 – Biały pionek · h5 – Biały pionek · d4 – Biały pionek · g4 – Biały pionek · f3 – Biały pionek · h3 – Biały król | c8 – Czarny hetman · d8 – Czarna wieża · e7 – Biała wieża · g7 – Czarny pionek · h7 – Czarny król · a6 – Czarny pionek · b6 – Biały hetman · f6 – Czarny pionek · h6 – Czarny pionek · a5 – Biały pionek · f5 – Biały pionek · h5 – Biały pionek · d4 – Biały pionek · g4 – Biały pionek · f3 – Biały pionek · h3 – Biały król | c8 – Czarny hetman · d8 – Czarna wieża · e7 – Biała wieża · g7 – Czarny pionek · h7 – Czarny król · a6 – Czarny pionek · b6 – Biały hetman · f6 – Czarny pionek · h6 – Czarny pionek · a5 – Biały pionek · f5 – Biały pionek · h5 – Biały pionek · d4 – Biały pionek · g4 – Biały pionek · f3 – Biały pionek · h3 – Biały król | 8 |
| 7 | c8 – Czarny hetman · d8 – Czarna wieża · e7 – Biała wieża · g7 – Czarny pionek · h7 – Czarny król · a6 – Czarny pionek · b6 – Biały hetman · f6 – Czarny pionek · h6 – Czarny pionek · a5 – Biały pionek · f5 – Biały pionek · h5 – Biały pionek · d4 – Biały pionek · g4 – Biały pionek · f3 – Biały pionek · h3 – Biały król | c8 – Czarny hetman · d8 – Czarna wieża · e7 – Biała wieża · g7 – Czarny pionek · h7 – Czarny król · a6 – Czarny pionek · b6 – Biały hetman · f6 – Czarny pionek · h6 – Czarny pionek · a5 – Biały pionek · f5 – Biały pionek · h5 – Biały pionek · d4 – Biały pionek · g4 – Biały pionek · f3 – Biały pionek · h3 – Biały król | c8 – Czarny hetman · d8 – Czarna wieża · e7 – Biała wieża · g7 – Czarny pionek · h7 – Czarny król · a6 – Czarny pionek · b6 – Biały hetman · f6 – Czarny pionek · h6 – Czarny pionek · a5 – Biały pionek · f5 – Biały pionek · h5 – Biały pionek · d4 – Biały pionek · g4 – Biały pionek · f3 – Biały pionek · h3 – Biały król | c8 – Czarny hetman · d8 – Czarna wieża · e7 – Biała wieża · g7 – Czarny pionek · h7 – Czarny król · a6 – Czarny pionek · b6 – Biały hetman · f6 – Czarny pionek · h6 – Czarny pionek · a5 – Biały pionek · f5 – Biały pionek · h5 – Biały pionek · d4 – Biały pionek · g4 – Biały pionek · f3 – Biały pionek · h3 – Biały król | c8 – Czarny hetman · d8 – Czarna wieża · e7 – Biała wieża · g7 – Czarny pionek · h7 – Czarny król · a6 – Czarny pionek · b6 – Biały hetman · f6 – Czarny pionek · h6 – Czarny pionek · a5 – Biały pionek · f5 – Biały pionek · h5 – Biały pionek · d4 – Biały pionek · g4 – Biały pionek · f3 – Biały pionek · h3 – Biały król | c8 – Czarny hetman · d8 – Czarna wieża · e7 – Biała wieża · g7 – Czarny pionek · h7 – Czarny król · a6 – Czarny pionek · b6 – Biały hetman · f6 – Czarny pionek · h6 – Czarny pionek · a5 – Biały pionek · f5 – Biały pionek · h5 – Biały pionek · d4 – Biały pionek · g4 – Biały pionek · f3 – Biały pionek · h3 – Biały król | c8 – Czarny hetman · d8 – Czarna wieża · e7 – Biała wieża · g7 – Czarny pionek · h7 – Czarny król · a6 – Czarny pionek · b6 – Biały hetman · f6 – Czarny pionek · h6 – Czarny pionek · a5 – Biały pionek · f5 – Biały pionek · h5 – Biały pionek · d4 – Biały pionek · g4 – Biały pionek · f3 – Biały pionek · h3 – Biały król | c8 – Czarny hetman · d8 – Czarna wieża · e7 – Biała wieża · g7 – Czarny pionek · h7 – Czarny król · a6 – Czarny pionek · b6 – Biały hetman · f6 – Czarny pionek · h6 – Czarny pionek · a5 – Biały pionek · f5 – Biały pionek · h5 – Biały pionek · d4 – Biały pionek · g4 – Biały pionek · f3 – Biały pionek · h3 – Biały król | 7 |
| 6 | c8 – Czarny hetman · d8 – Czarna wieża · e7 – Biała wieża · g7 – Czarny pionek · h7 – Czarny król · a6 – Czarny pionek · b6 – Biały hetman · f6 – Czarny pionek · h6 – Czarny pionek · a5 – Biały pionek · f5 – Biały pionek · h5 – Biały pionek · d4 – Biały pionek · g4 – Biały pionek · f3 – Biały pionek · h3 – Biały król | c8 – Czarny hetman · d8 – Czarna wieża · e7 – Biała wieża · g7 – Czarny pionek · h7 – Czarny król · a6 – Czarny pionek · b6 – Biały hetman · f6 – Czarny pionek · h6 – Czarny pionek · a5 – Biały pionek · f5 – Biały pionek · h5 – Biały pionek · d4 – Biały pionek · g4 – Biały pionek · f3 – Biały pionek · h3 – Biały król | c8 – Czarny hetman · d8 – Czarna wieża · e7 – Biała wieża · g7 – Czarny pionek · h7 – Czarny król · a6 – Czarny pionek · b6 – Biały hetman · f6 – Czarny pionek · h6 – Czarny pionek · a5 – Biały pionek · f5 – Biały pionek · h5 – Biały pionek · d4 – Biały pionek · g4 – Biały pionek · f3 – Biały pionek · h3 – Biały król | c8 – Czarny hetman · d8 – Czarna wieża · e7 – Biała wieża · g7 – Czarny pionek · h7 – Czarny król · a6 – Czarny pionek · b6 – Biały hetman · f6 – Czarny pionek · h6 – Czarny pionek · a5 – Biały pionek · f5 – Biały pionek · h5 – Biały pionek · d4 – Biały pionek · g4 – Biały pionek · f3 – Biały pionek · h3 – Biały król | c8 – Czarny hetman · d8 – Czarna wieża · e7 – Biała wieża · g7 – Czarny pionek · h7 – Czarny król · a6 – Czarny pionek · b6 – Biały hetman · f6 – Czarny pionek · h6 – Czarny pionek · a5 – Biały pionek · f5 – Biały pionek · h5 – Biały pionek · d4 – Biały pionek · g4 – Biały pionek · f3 – Biały pionek · h3 – Biały król | c8 – Czarny hetman · d8 – Czarna wieża · e7 – Biała wieża · g7 – Czarny pionek · h7 – Czarny król · a6 – Czarny pionek · b6 – Biały hetman · f6 – Czarny pionek · h6 – Czarny pionek · a5 – Biały pionek · f5 – Biały pionek · h5 – Biały pionek · d4 – Biały pionek · g4 – Biały pionek · f3 – Biały pionek · h3 – Biały król | c8 – Czarny hetman · d8 – Czarna wieża · e7 – Biała wieża · g7 – Czarny pionek · h7 – Czarny król · a6 – Czarny pionek · b6 – Biały hetman · f6 – Czarny pionek · h6 – Czarny pionek · a5 – Biały pionek · f5 – Biały pionek · h5 – Biały pionek · d4 – Biały pionek · g4 – Biały pionek · f3 – Biały pionek · h3 – Biały król | c8 – Czarny hetman · d8 – Czarna wieża · e7 – Biała wieża · g7 – Czarny pionek · h7 – Czarny król · a6 – Czarny pionek · b6 – Biały hetman · f6 – Czarny pionek · h6 – Czarny pionek · a5 – Biały pionek · f5 – Biały pionek · h5 – Biały pionek · d4 – Biały pionek · g4 – Biały pionek · f3 – Biały pionek · h3 – Biały król | 6 |
| 5 | c8 – Czarny hetman · d8 – Czarna wieża · e7 – Biała wieża · g7 – Czarny pionek · h7 – Czarny król · a6 – Czarny pionek · b6 – Biały hetman · f6 – Czarny pionek · h6 – Czarny pionek · a5 – Biały pionek · f5 – Biały pionek · h5 – Biały pionek · d4 – Biały pionek · g4 – Biały pionek · f3 – Biały pionek · h3 – Biały król | c8 – Czarny hetman · d8 – Czarna wieża · e7 – Biała wieża · g7 – Czarny pionek · h7 – Czarny król · a6 – Czarny pionek · b6 – Biały hetman · f6 – Czarny pionek · h6 – Czarny pionek · a5 – Biały pionek · f5 – Biały pionek · h5 – Biały pionek · d4 – Biały pionek · g4 – Biały pionek · f3 – Biały pionek · h3 – Biały król | c8 – Czarny hetman · d8 – Czarna wieża · e7 – Biała wieża · g7 – Czarny pionek · h7 – Czarny król · a6 – Czarny pionek · b6 – Biały hetman · f6 – Czarny pionek · h6 – Czarny pionek · a5 – Biały pionek · f5 – Biały pionek · h5 – Biały pionek · d4 – Biały pionek · g4 – Biały pionek · f3 – Biały pionek · h3 – Biały król | c8 – Czarny hetman · d8 – Czarna wieża · e7 – Biała wieża · g7 – Czarny pionek · h7 – Czarny król · a6 – Czarny pionek · b6 – Biały hetman · f6 – Czarny pionek · h6 – Czarny pionek · a5 – Biały pionek · f5 – Biały pionek · h5 – Biały pionek · d4 – Biały pionek · g4 – Biały pionek · f3 – Biały pionek · h3 – Biały król | c8 – Czarny hetman · d8 – Czarna wieża · e7 – Biała wieża · g7 – Czarny pionek · h7 – Czarny król · a6 – Czarny pionek · b6 – Biały hetman · f6 – Czarny pionek · h6 – Czarny pionek · a5 – Biały pionek · f5 – Biały pionek · h5 – Biały pionek · d4 – Biały pionek · g4 – Biały pionek · f3 – Biały pionek · h3 – Biały król | c8 – Czarny hetman · d8 – Czarna wieża · e7 – Biała wieża · g7 – Czarny pionek · h7 – Czarny król · a6 – Czarny pionek · b6 – Biały hetman · f6 – Czarny pionek · h6 – Czarny pionek · a5 – Biały pionek · f5 – Biały pionek · h5 – Biały pionek · d4 – Biały pionek · g4 – Biały pionek · f3 – Biały pionek · h3 – Biały król | c8 – Czarny hetman · d8 – Czarna wieża · e7 – Biała wieża · g7 – Czarny pionek · h7 – Czarny król · a6 – Czarny pionek · b6 – Biały hetman · f6 – Czarny pionek · h6 – Czarny pionek · a5 – Biały pionek · f5 – Biały pionek · h5 – Biały pionek · d4 – Biały pionek · g4 – Biały pionek · f3 – Biały pionek · h3 – Biały król | c8 – Czarny hetman · d8 – Czarna wieża · e7 – Biała wieża · g7 – Czarny pionek · h7 – Czarny król · a6 – Czarny pionek · b6 – Biały hetman · f6 – Czarny pionek · h6 – Czarny pionek · a5 – Biały pionek · f5 – Biały pionek · h5 – Biały pionek · d4 – Biały pionek · g4 – Biały pionek · f3 – Biały pionek · h3 – Biały król | 5 |
| 4 | c8 – Czarny hetman · d8 – Czarna wieża · e7 – Biała wieża · g7 – Czarny pionek · h7 – Czarny król · a6 – Czarny pionek · b6 – Biały hetman · f6 – Czarny pionek · h6 – Czarny pionek · a5 – Biały pionek · f5 – Biały pionek · h5 – Biały pionek · d4 – Biały pionek · g4 – Biały pionek · f3 – Biały pionek · h3 – Biały król | c8 – Czarny hetman · d8 – Czarna wieża · e7 – Biała wieża · g7 – Czarny pionek · h7 – Czarny król · a6 – Czarny pionek · b6 – Biały hetman · f6 – Czarny pionek · h6 – Czarny pionek · a5 – Biały pionek · f5 – Biały pionek · h5 – Biały pionek · d4 – Biały pionek · g4 – Biały pionek · f3 – Biały pionek · h3 – Biały król | c8 – Czarny hetman · d8 – Czarna wieża · e7 – Biała wieża · g7 – Czarny pionek · h7 – Czarny król · a6 – Czarny pionek · b6 – Biały hetman · f6 – Czarny pionek · h6 – Czarny pionek · a5 – Biały pionek · f5 – Biały pionek · h5 – Biały pionek · d4 – Biały pionek · g4 – Biały pionek · f3 – Biały pionek · h3 – Biały król | c8 – Czarny hetman · d8 – Czarna wieża · e7 – Biała wieża · g7 – Czarny pionek · h7 – Czarny król · a6 – Czarny pionek · b6 – Biały hetman · f6 – Czarny pionek · h6 – Czarny pionek · a5 – Biały pionek · f5 – Biały pionek · h5 – Biały pionek · d4 – Biały pionek · g4 – Biały pionek · f3 – Biały pionek · h3 – Biały król | c8 – Czarny hetman · d8 – Czarna wieża · e7 – Biała wieża · g7 – Czarny pionek · h7 – Czarny król · a6 – Czarny pionek · b6 – Biały hetman · f6 – Czarny pionek · h6 – Czarny pionek · a5 – Biały pionek · f5 – Biały pionek · h5 – Biały pionek · d4 – Biały pionek · g4 – Biały pionek · f3 – Biały pionek · h3 – Biały król | c8 – Czarny hetman · d8 – Czarna wieża · e7 – Biała wieża · g7 – Czarny pionek · h7 – Czarny król · a6 – Czarny pionek · b6 – Biały hetman · f6 – Czarny pionek · h6 – Czarny pionek · a5 – Biały pionek · f5 – Biały pionek · h5 – Biały pionek · d4 – Biały pionek · g4 – Biały pionek · f3 – Biały pionek · h3 – Biały król | c8 – Czarny hetman · d8 – Czarna wieża · e7 – Biała wieża · g7 – Czarny pionek · h7 – Czarny król · a6 – Czarny pionek · b6 – Biały hetman · f6 – Czarny pionek · h6 – Czarny pionek · a5 – Biały pionek · f5 – Biały pionek · h5 – Biały pionek · d4 – Biały pionek · g4 – Biały pionek · f3 – Biały pionek · h3 – Biały król | c8 – Czarny hetman · d8 – Czarna wieża · e7 – Biała wieża · g7 – Czarny pionek · h7 – Czarny król · a6 – Czarny pionek · b6 – Biały hetman · f6 – Czarny pionek · h6 – Czarny pionek · a5 – Biały pionek · f5 – Biały pionek · h5 – Biały pionek · d4 – Biały pionek · g4 – Biały pionek · f3 – Biały pionek · h3 – Biały król | 4 |
| 3 | c8 – Czarny hetman · d8 – Czarna wieża · e7 – Biała wieża · g7 – Czarny pionek · h7 – Czarny król · a6 – Czarny pionek · b6 – Biały hetman · f6 – Czarny pionek · h6 – Czarny pionek · a5 – Biały pionek · f5 – Biały pionek · h5 – Biały pionek · d4 – Biały pionek · g4 – Biały pionek · f3 – Biały pionek · h3 – Biały król | c8 – Czarny hetman · d8 – Czarna wieża · e7 – Biała wieża · g7 – Czarny pionek · h7 – Czarny król · a6 – Czarny pionek · b6 – Biały hetman · f6 – Czarny pionek · h6 – Czarny pionek · a5 – Biały pionek · f5 – Biały pionek · h5 – Biały pionek · d4 – Biały pionek · g4 – Biały pionek · f3 – Biały pionek · h3 – Biały król | c8 – Czarny hetman · d8 – Czarna wieża · e7 – Biała wieża · g7 – Czarny pionek · h7 – Czarny król · a6 – Czarny pionek · b6 – Biały hetman · f6 – Czarny pionek · h6 – Czarny pionek · a5 – Biały pionek · f5 – Biały pionek · h5 – Biały pionek · d4 – Biały pionek · g4 – Biały pionek · f3 – Biały pionek · h3 – Biały król | c8 – Czarny hetman · d8 – Czarna wieża · e7 – Biała wieża · g7 – Czarny pionek · h7 – Czarny król · a6 – Czarny pionek · b6 – Biały hetman · f6 – Czarny pionek · h6 – Czarny pionek · a5 – Biały pionek · f5 – Biały pionek · h5 – Biały pionek · d4 – Biały pionek · g4 – Biały pionek · f3 – Biały pionek · h3 – Biały król | c8 – Czarny hetman · d8 – Czarna wieża · e7 – Biała wieża · g7 – Czarny pionek · h7 – Czarny król · a6 – Czarny pionek · b6 – Biały hetman · f6 – Czarny pionek · h6 – Czarny pionek · a5 – Biały pionek · f5 – Biały pionek · h5 – Biały pionek · d4 – Biały pionek · g4 – Biały pionek · f3 – Biały pionek · h3 – Biały król | c8 – Czarny hetman · d8 – Czarna wieża · e7 – Biała wieża · g7 – Czarny pionek · h7 – Czarny król · a6 – Czarny pionek · b6 – Biały hetman · f6 – Czarny pionek · h6 – Czarny pionek · a5 – Biały pionek · f5 – Biały pionek · h5 – Biały pionek · d4 – Biały pionek · g4 – Biały pionek · f3 – Biały pionek · h3 – Biały król | c8 – Czarny hetman · d8 – Czarna wieża · e7 – Biała wieża · g7 – Czarny pionek · h7 – Czarny król · a6 – Czarny pionek · b6 – Biały hetman · f6 – Czarny pionek · h6 – Czarny pionek · a5 – Biały pionek · f5 – Biały pionek · h5 – Biały pionek · d4 – Biały pionek · g4 – Biały pionek · f3 – Biały pionek · h3 – Biały król | c8 – Czarny hetman · d8 – Czarna wieża · e7 – Biała wieża · g7 – Czarny pionek · h7 – Czarny król · a6 – Czarny pionek · b6 – Biały hetman · f6 – Czarny pionek · h6 – Czarny pionek · a5 – Biały pionek · f5 – Biały pionek · h5 – Biały pionek · d4 – Biały pionek · g4 – Biały pionek · f3 – Biały pionek · h3 – Biały król | 3 |
| 2 | c8 – Czarny hetman · d8 – Czarna wieża · e7 – Biała wieża · g7 – Czarny pionek · h7 – Czarny król · a6 – Czarny pionek · b6 – Biały hetman · f6 – Czarny pionek · h6 – Czarny pionek · a5 – Biały pionek · f5 – Biały pionek · h5 – Biały pionek · d4 – Biały pionek · g4 – Biały pionek · f3 – Biały pionek · h3 – Biały król | c8 – Czarny hetman · d8 – Czarna wieża · e7 – Biała wieża · g7 – Czarny pionek · h7 – Czarny król · a6 – Czarny pionek · b6 – Biały hetman · f6 – Czarny pionek · h6 – Czarny pionek · a5 – Biały pionek · f5 – Biały pionek · h5 – Biały pionek · d4 – Biały pionek · g4 – Biały pionek · f3 – Biały pionek · h3 – Biały król | c8 – Czarny hetman · d8 – Czarna wieża · e7 – Biała wieża · g7 – Czarny pionek · h7 – Czarny król · a6 – Czarny pionek · b6 – Biały hetman · f6 – Czarny pionek · h6 – Czarny pionek · a5 – Biały pionek · f5 – Biały pionek · h5 – Biały pionek · d4 – Biały pionek · g4 – Biały pionek · f3 – Biały pionek · h3 – Biały król | c8 – Czarny hetman · d8 – Czarna wieża · e7 – Biała wieża · g7 – Czarny pionek · h7 – Czarny król · a6 – Czarny pionek · b6 – Biały hetman · f6 – Czarny pionek · h6 – Czarny pionek · a5 – Biały pionek · f5 – Biały pionek · h5 – Biały pionek · d4 – Biały pionek · g4 – Biały pionek · f3 – Biały pionek · h3 – Biały król | c8 – Czarny hetman · d8 – Czarna wieża · e7 – Biała wieża · g7 – Czarny pionek · h7 – Czarny król · a6 – Czarny pionek · b6 – Biały hetman · f6 – Czarny pionek · h6 – Czarny pionek · a5 – Biały pionek · f5 – Biały pionek · h5 – Biały pionek · d4 – Biały pionek · g4 – Biały pionek · f3 – Biały pionek · h3 – Biały król | c8 – Czarny hetman · d8 – Czarna wieża · e7 – Biała wieża · g7 – Czarny pionek · h7 – Czarny król · a6 – Czarny pionek · b6 – Biały hetman · f6 – Czarny pionek · h6 – Czarny pionek · a5 – Biały pionek · f5 – Biały pionek · h5 – Biały pionek · d4 – Biały pionek · g4 – Biały pionek · f3 – Biały pionek · h3 – Biały król | c8 – Czarny hetman · d8 – Czarna wieża · e7 – Biała wieża · g7 – Czarny pionek · h7 – Czarny król · a6 – Czarny pionek · b6 – Biały hetman · f6 – Czarny pionek · h6 – Czarny pionek · a5 – Biały pionek · f5 – Biały pionek · h5 – Biały pionek · d4 – Biały pionek · g4 – Biały pionek · f3 – Biały pionek · h3 – Biały król | c8 – Czarny hetman · d8 – Czarna wieża · e7 – Biała wieża · g7 – Czarny pionek · h7 – Czarny król · a6 – Czarny pionek · b6 – Biały hetman · f6 – Czarny pionek · h6 – Czarny pionek · a5 – Biały pionek · f5 – Biały pionek · h5 – Biały pionek · d4 – Biały pionek · g4 – Biały pionek · f3 – Biały pionek · h3 – Biały król | 2 |
| 1 | c8 – Czarny hetman · d8 – Czarna wieża · e7 – Biała wieża · g7 – Czarny pionek · h7 – Czarny król · a6 – Czarny pionek · b6 – Biały hetman · f6 – Czarny pionek · h6 – Czarny pionek · a5 – Biały pionek · f5 – Biały pionek · h5 – Biały pionek · d4 – Biały pionek · g4 – Biały pionek · f3 – Biały pionek · h3 – Biały król | c8 – Czarny hetman · d8 – Czarna wieża · e7 – Biała wieża · g7 – Czarny pionek · h7 – Czarny król · a6 – Czarny pionek · b6 – Biały hetman · f6 – Czarny pionek · h6 – Czarny pionek · a5 – Biały pionek · f5 – Biały pionek · h5 – Biały pionek · d4 – Biały pionek · g4 – Biały pionek · f3 – Biały pionek · h3 – Biały król | c8 – Czarny hetman · d8 – Czarna wieża · e7 – Biała wieża · g7 – Czarny pionek · h7 – Czarny król · a6 – Czarny pionek · b6 – Biały hetman · f6 – Czarny pionek · h6 – Czarny pionek · a5 – Biały pionek · f5 – Biały pionek · h5 – Biały pionek · d4 – Biały pionek · g4 – Biały pionek · f3 – Biały pionek · h3 – Biały król | c8 – Czarny hetman · d8 – Czarna wieża · e7 – Biała wieża · g7 – Czarny pionek · h7 – Czarny król · a6 – Czarny pionek · b6 – Biały hetman · f6 – Czarny pionek · h6 – Czarny pionek · a5 – Biały pionek · f5 – Biały pionek · h5 – Biały pionek · d4 – Biały pionek · g4 – Biały pionek · f3 – Biały pionek · h3 – Biały król | c8 – Czarny hetman · d8 – Czarna wieża · e7 – Biała wieża · g7 – Czarny pionek · h7 – Czarny król · a6 – Czarny pionek · b6 – Biały hetman · f6 – Czarny pionek · h6 – Czarny pionek · a5 – Biały pionek · f5 – Biały pionek · h5 – Biały pionek · d4 – Biały pionek · g4 – Biały pionek · f3 – Biały pionek · h3 – Biały król | c8 – Czarny hetman · d8 – Czarna wieża · e7 – Biała wieża · g7 – Czarny pionek · h7 – Czarny król · a6 – Czarny pionek · b6 – Biały hetman · f6 – Czarny pionek · h6 – Czarny pionek · a5 – Biały pionek · f5 – Biały pionek · h5 – Biały pionek · d4 – Biały pionek · g4 – Biały pionek · f3 – Biały pionek · h3 – Biały król | c8 – Czarny hetman · d8 – Czarna wieża · e7 – Biała wieża · g7 – Czarny pionek · h7 – Czarny król · a6 – Czarny pionek · b6 – Biały hetman · f6 – Czarny pionek · h6 – Czarny pionek · a5 – Biały pionek · f5 – Biały pionek · h5 – Biały pionek · d4 – Biały pionek · g4 – Biały pionek · f3 – Biały pionek · h3 – Biały król | c8 – Czarny hetman · d8 – Czarna wieża · e7 – Biała wieża · g7 – Czarny pionek · h7 – Czarny król · a6 – Czarny pionek · b6 – Biały hetman · f6 – Czarny pionek · h6 – Czarny pionek · a5 – Biały pionek · f5 – Biały pionek · h5 – Biały pionek · d4 – Biały pionek · g4 – Biały pionek · f3 – Biały pionek · h3 – Biały król | 1 |
|   | a | b | c | d | e | f | g | h |   |

Pat może powstać również we wcześniejszych fazach gry, przy większej liczbie bierek na szachownicy. Na diagramie przedstawiono pozycję z partii rozegranej w 1994 roku między Borisem Gelfandem a Władimirem Kramnikiem, w której czarne zagrały:
67... Hc1!!
Jeśli białe zabiją niebronioną wieżę, czarne poświęcą swojego hetmana w celu uzyskania pata:
68. H:d8 Hh1+
69. Kg3 H:f3+!
70. Kh4 H:g4+!
Białe są zmuszone zabić „wściekłego hetmana”, skutkiem czego powstaje pat. (W partii białe zagrały 68.d5, partia zakończyła się remisem.)